# 톈루이니
톈루이니(중국어: 田蕊妮, 병음: Tián Ruǐ Nī, 1977년 9월 28일 ~ )는 홍콩의 배우, 가수이다.

## 출연 작품
- 저속희극 (2012)
- 가유희사 2010 (2010)
- 사신사료 (2009)
- 삼부관 (2009)
- 사랑의 연대기 (2008)
- 성사 (2007)
- 경박한 일상 (2007)
- 엄마는 벨리 댄서 (2006)
- 귀여운 천재 (2006)
- 동몽기연 (2005)
- 죽음의 다이어트 (2005)
- 첨사사 (2004)
- 1:99 전영행동 (2003)
- 남가여창 (2001)
- 구강형경 (2000)